# Sturno
Sturno är en ort och kommun i provinsen Avellino i regionen Kampanien i Italien. Kommunen hade 3 038 invånare (2017).